# 798

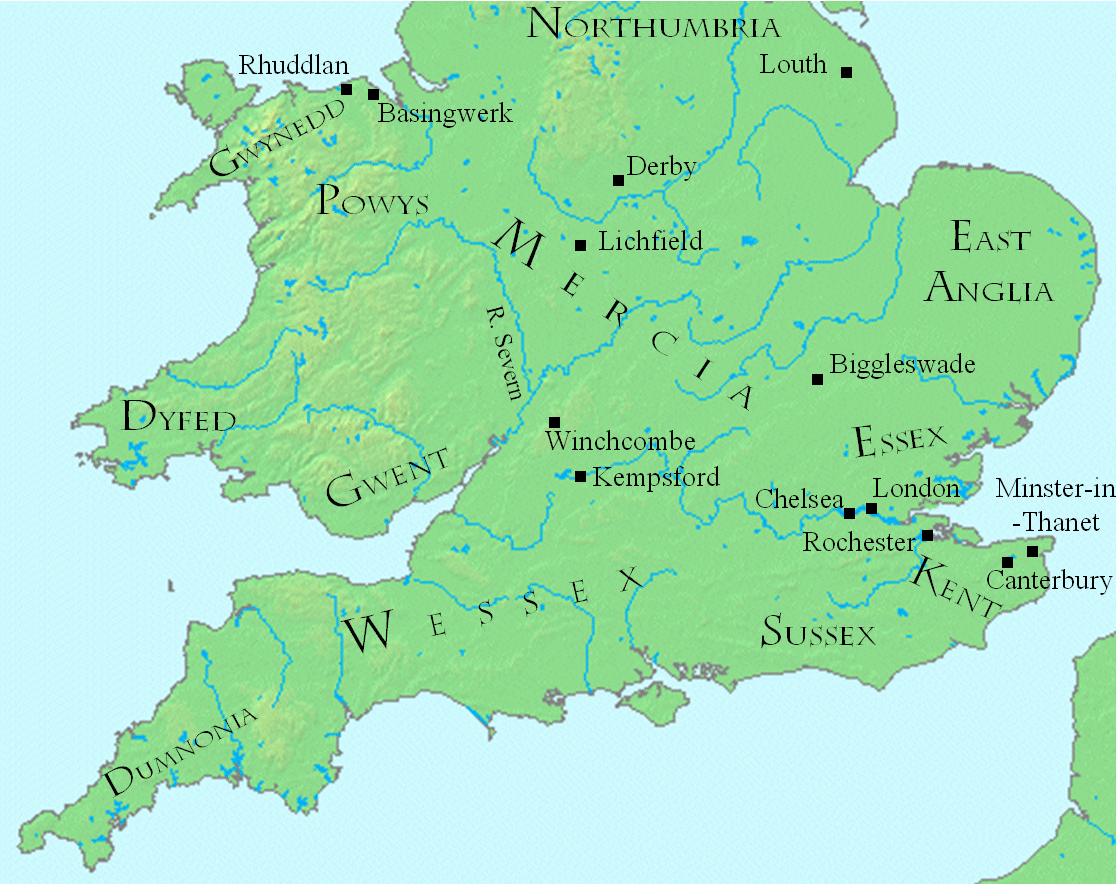
Koning Coenwulf van Mercia verovert Kent

Het jaar 798 is het 98e jaar in de 8e eeuw volgens de christelijke jaartelling.

## Gebeurtenissen

### Brittannië
- Koning Coenwulf van Mercia valt Kent binnen en verslaat zijn rivaal Eadberht Præn. Hij laat hem gevangennemen en blind maken, tevens worden zijn handen afgehakt. Eadberht wordt geketend naar Mercia afgevoerd en opgesloten in een klooster in Winchcombe. Coenwulf voert een succesvolle veldtocht tegen Gwynedd (huidige Wales).
- De Vikingen plunderen het eiland Man gelegen in de Ierse Zee. (waarschijnlijke datum)

### Europa
- Slag bij Bornhöved: Koning Karel de Grote sluit een alliantie met de Abodriten. Hij valt met een Frankisch expeditieleger Noordalbingië (huidige Sleeswijk-Holstein) binnen en verslaat de opstandige Saksen bij Bornhöved (in de omgeving van Neumünster). Ze worden uit het gebied ten noorden van de Elbe verdreven, de Abodriten komen onder heerschappij van de Franken.
- Koning Alfons II van Asturië voert een veldtocht tegen de Moren in Al-Andalus (het Arabisch Spanje) een deel van het emiraat Córdoba. Met steun van de Franken valt hij Andalusië binnen en plundert Lissabon (Portugal).
- Borrell van Osona verovert de stad Vic in Catalonië en de regio eromheen. Hij wordt voor zijn bewezen diensten door Karel de Grote benoemd tot markgraaf van Osona, Urgell en Cerdanya. (waarschijnlijke datum)
- Stichting van het aartsbisdom Salzburg.

## Religie
- Theodulf, Frankisch theoloog en dichter, wordt benoemd tot bisschop van Orléans en abt van verschillende kloosters, waaronder de abdij van Fleury (Saint-Benoît-sur-Loire).
- 20 april - Het bisdom Salzburg (huidige Oostenrijk) wordt verheven tot aartsbisdom met vijf suffragaan bisdommen.

## Geboren
- Babak Khorram Din, Perzisch militaire leider (waarschijnlijke datum)

## Overleden
- Muné Tsenpo, koning van Tibet (waarschijnlijke datum)